# Episodi di Aikatsu Friends!

Le protagoniste, Aine Yūki e Mio Minato, e il logo originale della serie

Lista degli episodi di Aikatsu Friends!, anime di due stagioni trasmesso in Giappone su TV Tokyo; la prima è andata in onda dal 5 aprile 2018 al 28 marzo 2019 e la seconda, col sottotitolo ~Kagayaki no Jewel~ (～かがやきのジュエル～?), dal 4 aprile al 26 settembre 2019.
Le sigle originali sono cantate dal gruppo idol "BEST FRIENDS!" e sono per l'apertura Arigato ⇄ daijōbu (ありがと⇄大丈夫?) (ep. 1-25), Soko ni shikanai mono (そこにしかないもの?) (ep. 26-50) e Hitori janai! (ひとりじゃない！?) (ep. 51-76), mentre per la chiusura Believe it (ep. 1-25), Pride (プライド?) (ep. 26-50), Be Star (ep. 51-75) e Aikatsu Friends! (アイカツフレンズ！?) (ep. 76).

## Lista episodi

### Prima stagione
Gli episodi sono stati raccolti in nove DVD dal 4 settembre 2018 al 2 agosto 2019 e quattro Blu-ray box dal 4 ottobre 2018 al 2 luglio 2019.
| Nº | Titolo italiano (traduzione letterale) Giapponese 「Kanji」 - Rōmaji                                             | In onda           | In onda |
| Nº | Titolo italiano (traduzione letterale) Giapponese 「Kanji」 - Rōmaji                                             | Giapponese        |         |
| 1  | Hello Friends! 「ハローフレンズ！」 - Harō Furenzu!                                                              | 5 aprile 2018     |         |
| 2  | Invincibili Love Me Tear☆ 「無敵のラブミーティア☆」 - Muteki no Rabumītia☆                                       | 12 aprile 2018    |         |
| 3  | Vivid Inspiration 「ビビっとインスピレーション」 - Bibitto Insupirēshon                                          | 19 aprile 2018    |         |
| 4  | Il mio brand desiderato 「憧れのマイブランド」 - Akogare no mai burando                                          | 26 aprile 2018    |         |
| 5  | Come una farfalla, Maika! 「蝶のように 舞花！」 - Chō no youni Maika!                                            | 3 maggio 2018     |         |
| 6  | Hinata EMAgency!? 「日向エマージェンシー！？」 - Hinata Emājenshī!?                                              | 10 maggio 2018    |         |
| 7  | Seguendo la strada verso Mirai★ 「ミライへ続く道★」 - Mirai e tsudzuku michi★                                    | 17 maggio 2018    |         |
| 8  | La grande strategia dello spot pubblicitario di Mio! 「みおのＣＭ大作戦！」 - Mio no CM daisakusen!              | 24 maggio 2018    |         |
| 9  | Melodia di coraggio♪ 「勇気のメロディ♪」 - Yūki no merodi♪                                                       | 31 maggio 2018    |         |
| 10 | Pretty ☆ Sexy ★ Honey Cat! 「プリティー☆セクシー★ハニーキャット！」 - Puritī ☆ Sekushī ★ Hanī Kyatto!            | 7 giugno 2018     |         |
| 11 | La confessione è drammatica! 「告白はドラマチック！」 - Kokuhaku wa doramachikku!                                | 14 giugno 2018    |         |
| 12 | Pomodori, portateli via☆ 「トマト、どーんとコイ☆」 - Tomato, dōnto koi☆                                          | 21 giugno 2018    |         |
| 13 | How to Karen 「Ｈｏｗ ｔｏ カレンさん」 - How to Karen-san                                                       | 28 giugno 2018    |         |
| 14 | Go Go Friends! 「ゴーゴーフレンズ！」 - Gōgō Furenzu!                                                            | 5 luglio 2018     |         |
| 15 | AiTube ☆ Cenerentola 「アイチューブ☆シンデレラ」 - Aichūbu ☆ Shinderera                                          | 19 luglio 2018    |         |
| 16 | Mio, diventa un'eroina 「みお、勇者になる」 - Mio, yūsha ni naru                                                 | 26 luglio 2018    |         |
| 17 | Un incontro del destino è la guida della luna 「運命の出会いは月の導き」 - Unmei no deai wa tsuki no michibiki   | 2 agosto 2018     |         |
| 18 | Anche la minima possibilità 「わずかなチャンスさえも」 - Wazukana chansu sae mo                                  | 9 agosto 2018     |         |
| 19 | Raggiungila! La forza degli amici 「届け！トモダチカラ」 - Todoke! Tomodachikara                                 | 16 agosto 2018    |         |
| 20 | Lacrosse or Friends! 「ラクロス ｏｒ フレンズ！」 - Lakurosu or Furenzu!                                         | 23 agosto 2018    |         |
| 21 | Armonia in espansione♪ 「広がるハーモニー♪」 - Hirogaru hāmonī♪                                                  | 30 agosto 2018    |         |
| 22 | Premonizione di luna piena 「満月の予感」 - Mangetsu no yokan                                                    | 6 settembre 2018  |         |
| 23 | Urlare, nel momento 「叫ぶ、瞬間」 - Sakebu, shunkan                                                             | 13 settembre 2018 |         |
| 24 | Le rivali sono amiche! 「ライバルはフレンズ！」 - Raibaru wa furenzu!                                            | 20 settembre 2018 |         |
| 25 | Oltrepassa le Love Me Tear! 「ラブミーティアをこえろ！」 - Rabumītia wo koero!                                   | 27 settembre 2018 |         |
| 26 | Riunione di amiche♪ Autunno Aikatsu☆ 「フレンズ集合♪アイカツの秋☆」 - Furenzu shūgō♪ Aikatsu no aki☆             | 4 ottobre 2018    |         |
| 27 | Lo splendore della luna piena 「フルムーンの輝き」 - Furumūn no kagayaki                                         | 11 ottobre 2018   |         |
| 28 | Sole ma amiche 「ひとりでもフレンズ」 - Hitori demo furenzu                                                      | 18 ottobre 2018   |         |
| 29 | L'Halloween Panic di Aine! 「あいねのハロウィンパニック！」 - Aine no Harouin panikku!                           | 25 ottobre 2018   |         |
| 30 | Sfida al doppiaggio ★ Mio 「アフレコチャレンジ★みお」 - Afureko charenji ★ Mio                                   | 1º novembre 2018  |         |
| 31 | La leggendaria 101ª gara! 「伝説の１０１番勝負！」 - Densetsu no 101-ban shōbu!                                  | 8 novembre 2018   |         |
| 32 | Dokidoki☆ Avventura sull'isola di Karen! 「ドキドキ☆冒険カレン島！」 - Dokidoki☆ bōken Karen-jima!               | 15 novembre 2018  |         |
| 33 | Dokka~n★ Avventura sull'isola Kazan! 「ドッカ～ン★冒険カザン島！」 - Dokka~n★ bōken Kazan shima!                 | 22 novembre 2018  |         |
| 34 | Felicità a tutti♪ 「みんなにハピネス♪」 - Minna ni hapinesu♪                                                     | 29 novembre 2018  |         |
| 35 | L'avvertimento del cacciatore di tesori! 「トレジャーハンター注意報！」 - Torejāhantā chūihō!                    | 6 dicembre 2018   |         |
| 36 | Una passerella tra alti e bassi! 「波乱のランウェイ！」 - Haran no ranuei!                                       | 13 dicembre 2018  |         |
| 37 | Merry Friends Christmas 「メリーフレンズクリスマス」 - Merī Furenzu Kurisumasu                                   | 20 dicembre 2018  |         |
| 38 | Sono Coco! Battaglia canora Aikatsu 「ココだよ！アイカツ歌合戦」 - Koko da yo! Aikatsu utagassen                 | 27 dicembre 2018  |         |
| 39 | Si alza il sipario! Diamond Friends Cup 「開幕！ダイヤモンドフレンズカップ」 - Kaimaku! Daiyamondo Furenzu Kappu | 10 gennaio 2019   |         |
| 40 | Believe it 「Ｂｅｌｉｅｖｅ ｉｔ」                                                                               | 17 gennaio 2019   |         |
| 41 | Scatenate il Love Me Zone! 「ラブミーゾーンを解き放て！」 - Rabumīzōn wo tokihanate!                             | 24 gennaio 2019   |         |
| 42 | Il miracolo della forza degli amici 「トモダチカラのキセキ」 - Tomodachikara no kiseki                           | 31 gennaio 2019   |         |
| 43 | Lo scenario della gratitudine 「ありがとうの景色」 - Arigatō no keshiki                                          | 7 febbraio 2019   |         |
| 44 | Confessione al cioccolato e menta 「チョコっとミントな告白」 - Chokotto minto na kokuhaku                        | 14 febbraio 2019  |         |
| 45 | Gli amici sono paparazzi!? 「友達はパパラッチ！？」 - Tomodachi wa paparatchi!?                                  | 21 febbraio 2019  |         |
| 46 | La principessa venuta dalla luna 「月から来たプリンセス」 - Tsuki kara kita purinsesu                            | 28 febbraio 2019  |         |
| 47 | La Coco-noscenza di un'idol★ 「アイドルのココろえ★」 - Aidoru no Koko-roe★                                       | 7 marzo 2019      |         |
| 48 | L'impiego delle Honey Cat 「キャットたちのハニーなお仕事」 - Kyatto-tachi no Hanī na oshigoto                    | 14 marzo 2019     |         |
| 49 | Il capitolo finale della leggenda 「伝説の最終章」 - Densetsu no saishū fumi                                     | 21 marzo 2019     |         |
| 50 | Il futuro che è soltanto lì 「そこにしかない未来」 - Soko ni shikanai mirai                                      | 28 marzo 2019     |         |

### Seconda stagione
Gli episodi sono stati raccolti in cinque DVD dal 3 settembre 2019 al 4 febbraio 2020 e due Blu-ray box dal 2 ottobre 2019 all'8 gennaio 2020.
| Nº | Titolo italiano (traduzione letterale) Giapponese 「Kanji」 - Rōmaji                                               | In onda           | In onda |
| Nº | Titolo italiano (traduzione letterale) Giapponese 「Kanji」 - Rōmaji                                               | Giapponese        |         |
| 51 | L'idol venuta dallo spazio 「宇宙から来たアイドル」 - Uchū kara kita aidoru                                        | 4 aprile 2019     |         |
| 52 | La brillante pietra grezza 「かがやきの原石」 - Kagayaki no genseki                                                | 11 aprile 2019    |         |
| 53 | Lo showtime di Hibiki! 「ひびきのショータイム！」 - Hibiki no shōtaimu!                                            | 18 aprile 2019    |         |
| 54 | Brilla! Il mio colore! 「かがやけ！あたしの色！」 - Kagayake! Atashi no iro!                                       | 25 aprile 2019    |         |
| 55 | Shuffle!? Friends! 「シャッフル！？フレンズ！」 - Shaffuru!? Furenzu!                                              | 2 maggio 2019     |         |
| 56 | Anche tu My Star 「君だってＭｙＳｔａｒ」 - Kimi datte My Star                                                     | 9 maggio 2019     |         |
| 57 | GoGo☆Regno Sorbetto 「ＧｏＧｏ☆ソルベット王国」 - GoGo☆Sorubetto Ōkoku                                             | 16 maggio 2019    |         |
| 58 | Principessa Alicia 「王女アリシア」 - Ōjo Arishia                                                                  | 23 maggio 2019    |         |
| 59 | La parola segreta è Amore Aikatsu! 「合言葉はキスイダツカイア！」 - Aikotoba wa kisuida tsukaiA (Aikatsu daisuki)! | 30 maggio 2019    |         |
| 60 | Aikatsu proibito!? 「アイカツ禁止令！？」 - Aikatsu kinshirei!?                                                    | 6 giugno 2019     |         |
| 61 | Apri la porta del cuore 「心の扉をあけて」 - Kokoro no tobira wo akete                                             | 13 giugno 2019    |         |
| 62 | Gli amici tornano♪ party 「友達かえる♪パーティ」 - Tomodachi kaeru♪ pāti                                           | 20 giugno 2019    |         |
| 63 | Tutte le strade portano all'Aikatsu! 「すべての道はアイカツに通ず！」 - Subete no michi wa Aikatsu ni tsūzu!       | 27 giugno 2019    |         |
| 64 | Le Honey Cat sono galaxy☆ 「ハニーキャットはギャラクシー☆」 - Hanī Kyatto wa gyarakushī☆                           | 4 luglio 2019     |         |
| 65 | Palpitante♥Friends Date 「ドキドキ♥フレンズデート」 - Dokidoki♥furenzu dēto                                        | 11 luglio 2019    |         |
| 66 | Wakaba, lo farò completamente! 「わかば、まるっとやっちゃうぞ！」 - Wakaba, marutto yacchauzo!                     | 18 luglio 2019    |         |
| 67 | Da Mirai, al futuro 「ミライから、未来へ」 - Mirai kara, mirai e                                                   | 25 luglio 2019    |         |
| 68 | Byunbyun! Fierezza sull'isola di Karen! 「ビュンビュン！激走カレン島！」 - Byunbyun! Gekisō Karen shima!           | 1º agosto 2019    |         |
| 69 | Umikatsu tutti insieme! 「みんなでウミカツ！」 - Minna de umikatsu!                                                | 8 agosto 2019     |         |
| 70 | Verso un nuovo stage 「新たなるステージへ」 - Aratanaru sutēji e                                                   | 15 agosto 2019    |         |
| 71 | Il pensiero di Sakuya, il desiderio di Kaguya 「さくやの思い、かぐやの願い」 - Sakuya no omoi, Kaguya no negai     | 22 agosto 2019    |         |
| 72 | Love Me Tear 「ＬＯＶＥ ＭＥ ＴＥＡＲ」                                                                            | 29 agosto 2019    |         |
| 73 | La vigilia del Jeweling Festival 「ジュエリングフェスティバル前夜祭」 - Jueringu Fesutibaru zen'yasai              | 5 settembre 2019  |         |
| 74 | Un palcoscenico oltre il tempo 「時を超えたステージ」 - Toki wo koeta sutēji                                       | 12 settembre 2019 |         |
| 75 | Non sono sola! 「ひとりじゃない！」 - Hitori janai!                                                                | 19 settembre 2019 |         |
| 76 | Tutti tutti Friends! 「みんなみんな フレンズ！」 - Minna minna: Furenzu!                                           | 26 settembre 2019 |         |